# Alecia Elliott
Alecia Elliott (Muscle Shoals, Alabama, 25 de dezembro de 1982) é uma cantora de country e atriz estadunidense. Ela foi descoberta por Lorrie Morgan, que ficou impressionada com sua gravação demo, e logo a indicou para a MCA Nashville, onde ela gravou seu primeiro álbum, I'm Diggin' It. Como atriz, seu trabalho mais relevante foi em uma série do TNBC, All About Us, para a qual também compôs a música tema.

## Filmografia
- 2001 All About Us como Alecia Alcott
- 2000 Malibu, CA como Alecia
- 2000 Tom Sawyer como Amy Lawrence

## Discografia

### Álbuns
| Ano  | Título         | US Country | US 200 | US Heatseekers |
| 2000 | I'm Diggin' It | 18         | 172    | 6              |

### Singles
| Ano  | Título            | US Country | Álbum          |
| 2000 | "I'm Diggin' It"  | 50         | I'm Diggin' It |
| 2000 | "You Wanna What?" | 70         | I'm Diggin' It |

## Prêmios
| Ano  | Premiação            | Categoria              | Indicado(s)                         | Resultado |
| ---- | -------------------- | ---------------------- | ----------------------------------- | --------- |
| 2001 | DVD Exclusive Awards | Melhor música original | Alecia Elliott, por Prancer Returns | Vencedor  |